# Омпонвиј
Омпонвиј (фр. Amponville) је насељено место у Француској у региону Париски регион, у департману Сена и Марна.
По подацима из 2011. године у општини је живело 388 становника, а густина насељености је износила 31,54 становника/km².

## Демографија
| 1962. | 1968. | 1975. | 1982. | 1990. | 2011. |
| ----- | ----- | ----- | ----- | ----- | ----- |
| 263   | 246   | 219   | 242   | 271   | 388   |